# Pukaviksbukten

Pukaviksbukten är en vik i Östersjön i Karlshamns kommun i Blekinge.  Den utgör ett statligt fredningsområde för fisket.
Mörrumsån mynnar ut i Pukaviksbukten.